# Ciprofibrato
Ciprofibrato é um fármaco da classe bioquímica dos fibratos, que foi desenvolvido como agente redutor de lípidos (ou hipolipemiante), vale dizer capaz de reduzir os níveis séricos de colesteróis e triglicerídeos.